# Landis (Saskatchewan)
Landis es un pueblo canadiense situado en la provincia de Saskatchewan.

## Superficie
Landis tiene una superficie de 0,84 km².

## Demografía
En 2021, tenía 133 habitantes, una densidad poblacional de 158 hab./km², y 78 viviendas.